# Gare de Sidi Hamadouche
La gare de Sidi Hamadouche est une ancienne gare ferroviaire algérienne située sur le territoire de la commune de Sidi Hamadouche, dans la wilaya de Sidi Bel Abbès.

## Situation ferroviaire
Établie à une altitude de 393,360 m, la gare est située au point kilométrique (PK) 35,885 de la ligne de Oued Tlelat à Béchar, où elle est précédée de la gare de Aïn El Berd et suivie de celle de Sidi Brahim. 
| \| Sidi Hamadouche Aïn El Berd Sidi Brahim Sidi Bel Abbès Tabia Moulay Slissen Redjem Demouche \| Localisation de la gare de Sidi Hamadouche dans la wilaya de Sidi Bel Abbès. |
| Sidi Hamadouche Aïn El Berd Sidi Brahim Sidi Bel Abbès Tabia Moulay Slissen Redjem Demouche                                                                                    |

## Histoire
Lors de la colonisation, la gare portait le nom de gare des Trembles.
La gare est mise en service en 1877 lors de l'ouverture de la section de Sainte-Barbe-du-Tlélat à Sidi Bel Abbès de la ligne de Sainte-Barbe-du-Tlélat à Oujda,.

## Service des voyageurs

### Dessertes
En 2023, la gare n'est pas desservie par les trains de la Société nationale des transports ferroviaires.